# Юнацькі Олімпійські ігри
Юнацькі Олімпійські ігри це спеціальні Олімпійські ігри серед спортсменів-юніорів у віці від 14 до 18 років. Проходять як літні, так і зимові Ігри. Вони проводяться раз на чотири роки — літні з 2010 року, а зимові з 2012.

## Літні Юнацькі олімпійські ігри
Див також: Літні Юнацькі олімпійські ігри
| Рік  | Ігри                               | Місто        | Країна                       |
| 2010 | I Літні Юнацькі Олімпійські ігри   | Сінгапур     | Сінгапур                     |
| 2014 | II Літні Юнацькі Олімпійські ігри  | Нанкін       | Китайська Народна Республіка |
| 2018 | III Літні Юнацькі Олімпійські ігри | Буенос-Айрес | Аргентина                    |
| 2026 | IV Літні Юнацькі Олімпійські ігри  | Дакар        | Сенегал                      |

## Зимові Юнацькі олімпійські ігри
Див також: Зимові Юнацькі олімпійські ігри
| Рік  | Ігри                                | Місто       | Країна         |
| 2012 | I Зимові Юнацькі Олімпійські ігри   | Іннсбрук    | Австрія        |
| 2016 | II Зимові Юнацькі Олімпійські ігри  | Ліллегаммер | Норвегія       |
| 2020 | III Зимові Юнацькі Олімпійські ігри | Лозанна     | Швейцарія      |
| 2024 | IV Зимові Юнацькі Олімпійські ігри  | Канвон      | Південна Корея |